# 54-то средно училище „Свети Иван Рилски“
54 средно училище „Свети Иван Рилски“ е средно общообразователно училище в град София, България.

## История
Училището се състои от две сгради – стара (на 3 етажа плюс таванска част) и нова (на 4 етажа). Корпусът на старата сграда е построен през 1923 година и в него се е помещавало основното училище „Христо Ботев“. От 1925 година училището носи името на Свети Иван Рилски, основател на Рилската обител и покровител на България.
До 2016 година училището е 54-то СОУ, а след това – 54-то СУ.

## Образование
В училището се обучават ученици от първи до дванадесети клас, като прием се осъществява за първи, след пети и след седми клас.

## Материална база
- Оборудвани компютърни зали, постоянна връзка с интернет, свободен WiFi достъп на територията на училището, зала за презентации;
- Фитнес център с модерно оборудване, два физкултурни салона, обособени пространства за тенис на маса и билярд, баскетболно игрище, класна стая на открито;
- Библиотека с богат фонд;
- Логопедичен кабинет, медицински и зъболекарски кабинети;
- Ателие за клубни занимания;
- Специализирани кабинети по Физика, Химия, Изобразително изкуство, Музика;
- Всички класни стаи са снабдени с мултимедийни устройства;
- Електронен дневник.

## Възпитаници
- Мимо Гарсия – писател[1]